# 双环辛四烯合镤
双环辛四烯合镤是由镤和两个环辛四烯阴离子（COT2-）组成的金属有机化合物，化学式为Pa(C8H8)2，可简写为Pa(COT)2。它可由四氯化镤和环辛四烯二钾在四氢呋喃中反应制得：
PaCl4 + C8H8K2 → (C8H8)2Pa + 4 KCl
通过CASPT2法计算得到的Pa-COT距离为1.933 Å。